# Diane von Fürstenberg
Diane von Fürstenberg, nacida como Diane Simone Michelle Halfin (Bruselas, 31 de diciembre de 1946), es una diseñadora de moda belga-estadounidense conocida por sus famosos vestidos de corte cruzado (wrap dress).

## Biografía

### Nacimiento y educación
Diane Simone Michelle Halfin nació en el seno de una familia de clase media-alta judía en Bruselas. Su padre, Leon Halfin, de nacionalidad rusa, pasó la Segunda Guerra Mundial en Suiza y su madre Liliane Nahmias, de nacionalidad griega, fue una superviviente del Holocausto y una figura fundamental en la educación de Diane. A los 12 años fue enviada a una escuela-residencia, posteriormente a los 15 ingresó en el colegio Oxfordshire. En 1965 viajó a Madrid para estudiar español. De vuelta en Suiza comenzó sus estudios de Economía en la Universidad de Ginebra en Suiza.

### Matrimonios
Fue en la universidad, a la edad de 18 años, donde conoció a Egon von Fürstenberg, hijo mayor de un príncipe alemán y su primera esposa, heredera de la fortuna automovilística Fiat. La pareja finalmente se casó en 1969. Tres años después se divorciaron. Durante ese tiempo tuvieron dos hijos, el príncipe Alexandre —nacido seis meses después de la boda— y la princesa Tatiana, ambos nacidos en la ciudad de Nueva York. Actualmente Diane von Fürstenberg tiene cuatro nietos, entre ellos Talita von Fürstenberg.
El matrimonio de los Fürstenberg, no muy bien visto debido a la religión de la novia, fue considerado dinástico, y Diane se convirtió oficialmente en la princesa Diane de Fürstenberg. Al divorciarse, Diane perdió el título.
A principio de los años 80, von Fürstenberg mantuvo una relación sentimental con Alain Elkann, el exmarido de Margherita Agnelli, por entonces el exprimo de su propio exmarido. Durante todos esos años mantuvo una relación intensa con sus hijos, Jaki, Lapo y Ginevra Elkann.
En 2001, se casó con el magnate en comunicaciones Barry Diller, con el que ya había sido relacionada sentimentalmente desde los años 70. 
En 2002, consiguió la nacionalidad estadounidense.

### Carrera
Como ya explicó una vez Fürstenberg, «el minuto en el que supe que iba a ser la mujer de Egon, decidí comenzar una carrera. Quería ser alguien con aspiraciones, y no solo una chica cualquiera que se casa con un príncipe». Su intención era, entre otros aspectos, la de ganar su propio sueldo, y de mostrar su independencia como mujer trabajadora. En 1970, y con un presupuesto de 30 000 dólares, comenzó a diseñar ropa para mujer. Su propio marido también se convertiría en diseñador, comenzando su carrera años más tarde, en 1974.
Fürstenberg y su marido fueron el fiel reflejo del glamour de los años 70: su exótico estilo de vida se alternaba con las fiestas y galas en las que asistían desde Salvador Dalí hasta los Duques de Windsor. La pareja fue portada de la revista New York Magazine bajo el titular: «La pareja que lo tiene todo. ¿Es acaso todo suficiente?». La pareja finalmente se divorció, de forma amistosa, en 1973. 
Su popularidad comenzó a desarrollarse gracias a la creación en 1973 del vestido de corte cruzado —conocido en inglés como wrap dress—. La creación de Fürstenberg tuvo una gran influencia en la moda femenina. Actualmente, uno de esos primeros vestidos se encuentra en el Museo de Arte Metropolitano en Nueva York. Puede ser contemplado en el Costume Institute. El vestido fue introducido en el mercado de la moda de forma casual, en el momento en que Fürstenberg le enseñó a la editora de Vogue, Diana Vreeland, la prenda que sería precursora del wrap-dress. Ese mismo año fue invitada a participar en la Semana de la moda de Nueva York, donde el vestido apareció por primera vez en la pasarela.
Dentro del negocio de moda de Fürstenberg, también se puede encontrar una línea de cosméticos y accesorios. En 1975 puso a la venta la fragancia «Tatiana», llamada así en honor a su hija. Además, con el objetivo de expandir su negocio, registró su nombre y sus iniciales y sacó a la venta nuevos productos, como cosméticos, bolsos y gafas de sol. Al año siguiente, 1976, la cifras de venta de su vestido de marca, wrap dress, ascendían ya a 5 millones. 
En 1983, firmó un contrato con el grupo farmacéutico británico, Beecham Group Ltd. El éxito de la marca y la expansión de su negocio le reportó durante 4 años un puesto en el Top 10 de los mejores negocios dirigidos por mujeres en Estados Unidos. 
En 1985, Fürstenberg decidió mudarse a la ciudad de París, Francia. A finales de los años 80 se dio a conocer que durante toda la década los productos la línea DVF obtuvieron un beneficio de más de mil millones de dólares. Tras cinco años en París y con su firma en pleno auge, Fürstenberg vuelve a EE. UU.
En 1993, tras la muerte del artista estadounidense Lowell Nesbitt, Fürstenberg compró su estudio y residencia en el 389 West 12th Street. La casa, antes de su reforma, solía funcionar como establo para los caballos de la policía neoyorquina, de ahí su gran extensión. El lugar se convirtió en los años 70 y 80 en un lugar de reunión, en el que además de diferentes salas se podía disfrutar de una piscina interior, un ático y grandes ventanales. Por este edificio, denominado por su antiguo dueño como The Old Stable (El viejo establo), pasaron celebridades y figuras del arte como Andy Warhol, Roy Lichtenstein, Robert Indiana, Jasper Johns, Robert Motherwell, Larry Rivers y James Rosenquist.

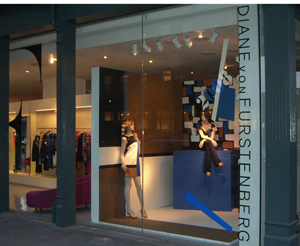

El edificio fue utilizado por Fürstenberg como estudio de trabajo y residencia hasta que a principios de 2000 fue demolido. Posteriormente se construyó un edificio más moderno y de mayor altura. Actualmente trabaja en el DVF Studio situado en el 874 de la calle Washington, en Nueva York, donde su trabajo se centra principalmente en la creación de líneas de ropa high-end, es decir, de precios elevados y en venta tan solo en lugares selectos como Bergdorf Goodman, Nordstrom, Saks Fifth Avenue, y Neiman Marcus.
En 1997, volvió al mercado de la moda de forma más activa, poniendo a la venta su línea de alta costura. Publicó sus memorias, Diane: A Signature Life (Simon & Schuster; 1998). 
En 2005, la CFDA (Council of Fashion Designers of America) otorgó con su galardón a Fürstenberg en reconocimiento a todos los logros en su carrera como diseñadora. Al año siguiente, en 2006, fue nombrada presidenta de la CFDA. Otros proyectos realizados durante este mismo año fueron la creación de un diseño de teléfono móvil para la marca T-Mobile, y la aparición como jurado en varios episodios del programa estadounidense Project Runway.
Tanto en su trabajo como en su vida personal, utiliza en su apellido «von» en vez de «zu», menos común fuera de Europa. Otro detalle anecdótico sobre su apellido es que normalmente en campañas publicitarias y logotipos suele aparecer sin diéresis, a pesar de que en el comienzo de su carrera —hasta los años 90— siempre estuvo incluida.